# Hornos (đảo)
đảo Hornos (tiếng Tây Ban Nha: Isla Hornos) là một đảo của Chile tại mũi phía nam của Nam Mỹ. Đảo hầu như được biết đến vì là nơi có Cape Horn (mũi Sừng). Mặc dù đảo này thường được cho là đảo cực nam của Nam Mỹ, nhưng quần đảo Diego Ramírez nằm xa hơn về phía nam. Đảo thuộc về quần đảo Hermite, một bộ phận của quần đảo Tierra del Fuego.
Hải quân Chile duy trì một đồn trên đảo, bao gồm một tòa nhà ở, tòa nhà tiện ích, nhà thờ và ngọn hải đăng. Cách đồn chính một đoạn ngắn là một đài tưởng niệm, bao gồm một tác phẩm điêu khắc lớn có hình bóng của một con chim hải âu, để vinh danh những thủy thủ đã hy sinh khi cố gắng "đi vòng qua mũi Sừng".
Đảo nằm trong vườn quốc gia Cabo de Hornos. Đảo bị chi phối bởi các đồng hoang Magellan. Các vị trí lộ thiên chủ yếu là cỏ chùm và cây bụi ngắn, thấp sát mặt đất để tránh gió. Cây thân gỗ thấp chỉ được tìm thấy trong các khu vực được che chắn gió. Loài cây ở cực nam của thế giới, Nothofagus betuloides, được tìm thấy trên đảo Hornos. Đảo có nhiều đàn chim cánh cụt dọc theo bờ biển, không có động vật ăn thịt trên cạn nào.
Vào năm 2019, đảo có 5 người, bao gồm người gác hải đăng, vợ anh ta và ba đứa con của họ. Đảo này cũng là phần mở rộng ở cực nam của nhân loại thời tiền công nghiệp. Địa điểm khảo cổ ở cực nam của thế giới được tìm thấy vào năm 2019 trên đảo, bao gồm các mũi lao móc, xương bị giết thịt và lò sưởi hoặc trại nấu ăn.
Thành phần của đảo chủ yếu là đá granit kỷ Creta với đá núi lửa kỷ Jura ở phía tây bắc. Các khu vực thấp hơn của hòn đảo chứa đầy rêu than bùn. Nhiệt độ trung bình trên đảo là 5,3 °C, lượng mưa trung bình năm là 697,5 mm.